# 北山耕平
北山 耕平（きたやま こうへい、本名：小泉 徹（こいずみ とおる）、1949年12月2日 - ）は、日本の編集者、作家、翻訳家。元「宝島」編集長。神奈川県藤沢市生まれ。立教大学社会学部卒。

## 略歴
作家片岡義男との出会いが契機となり、立教大在学中の1973年、植草甚一編集の雑誌「WonderLand（ワンダーランド、通巻3号より「宝島」と改称）」の編集メンバーとしてその創刊から参加。のち(1975年1月号、公式には同年8月号から1976年6月号まで)編集長(4代目)となる。当初から小泉徹の名で寄稿していた(「長谷川海太郎伝」など)が、1975年1月号より筆名北山耕平を名乗る。
「全都市カタログ」に始まる「別冊宝島」を刊行するなどし、同誌は大胆な編集方針で日本でのサブカルチャー誌成立初期に、その方向性について決定的な役割を果たす。(やがてそれらは植草甚一が'創刊当初に思い描いた新雑誌の青写真とは、いささか懸け離れたものになっていった'という事が、“植草甚一編集”最終号の辞で明らかにされる。が、同時に“ぼく自身はスタッフの編集ぶりがすっかり気に入っていた”ともいう。―『宝島』1976年7月号「扉の言葉」)
宝島社退社後には「ビックリハウス」「mc Sister」「GORO」などの雑誌に執筆。雑誌「POPEYE（平凡出版-のちマガジンハウス）」に、やはり創刊時(1976年6月)から編集者として参加する。また、同誌特派員として5年間アメリカ・ロサンゼルスに居住。1980年代には小学館発行の写真雑誌「写楽」、同社刊「日本国憲法」の制作、雑誌「BE-PAL」の創刊に参加。経歴からも分かる通り、日本での'70～'80年代の数々の人気娯楽雑誌に成立時期から関与し、主として戦後のアメリカ文化が持つ様式美や精神的価値を語ることで無視できない感化力を見せた。
アメリカ在住時の1979年、ネバダ州の砂漠地帯でのアメリカ先住民族の老人“ローリング・サンダー”との出会いをきっかけに、環太平洋の先住民族とその精神世界に関心を深める。'80年代から現在に至るまで、そうした分野の研究・紹介を精力的に行っている。

## 書籍

### 著書・訳書
- 「抱きしめたい - ビートルズと20000時間のテレビジョン」大和書房 1976.6
- 「ネイティブ・マインド」地湧社 1988.11
- ダグ・ボイド「ローリング・サンダー」(谷山大樹・共訳)平河出版社 1991.1
- 「虹の戦士」河出書房新社 1991.7 / 太田出版 1999.9
- レイム・ディアー「レイム・ディアー」河出書房新社 1993.12
- 「シャイアン・インディアン　祈り」三五館 1994.4
- 「パワー・オブ・ストーン」荒地出版社 2006.5
- 『雲のごとくリアルに　青雲編』（ブルース・インターアクションズ、2008年）
- 「アレクサンダー・テクニーク入門 能力を出しきるからだの使い方」(訳)ビイング・ネット・プレス 2006.9

### 編著
- 北山耕平/長野真・編「湘南SHONAN - 最後の夢の土地」冬樹社 1983.5